# Apertochrysa norfolkensis
Apertochrysa norfolkensis is een insect uit de familie van de gaasvliegen (Chrysopidae), die tot de orde netvleugeligen (Neuroptera) behoort. 
Apertochrysa norfolkensis is voor het eerst wetenschappelijk beschreven door Tillyard in 1917.